# 武攸緒
武攸绪（655年—723年），唐朝并州文水县（今山西省文水县）人，武惟良的儿子，武则天的伯父武士让的孙子。

## 生平
武攸緒恬淡寡欲，喜欢周易、莊周書。父亲武惟良被唐高宗、武则天处死。武攸緒少年时有志行，改變姓名，賣卜在長安市，得錢就委弃而离去。后来为官担任太子通事舍人。天授年间，封安平郡王，转任殿中监，出为扬州大都督府长史，转任鴻臚少卿。圣历年间，跟随武则天封中岳嵩山，于是辭官，願隱居嵩山。武则天疑其有詐，同意了，觀其所為。
武攸緒在巖下结草屋，以琴书药饵为务。武则天派遣其兄武攸宜敦促开导他，最终不愿任职，武则天才觉得他很奇特。武攸緒盤桓在龍門、少室之間，冬天用茅椒遮蔽，夏天居住在石室，所賜金銀鐺鬲、野服，王公所送鹿裘、素障、癭杯，都积满塵土，不再使用。在潁陽买田，让家奴耕作，混同于平民。晚年肌肉削减，瞳孔有紫光，白天能看見星星。
唐中宗即位，降封巢國公，派遣國子司業杜慎盈安车备礼征召他。武攸绪应召至都，担任太子宾客。不久请归嵩山，皇帝同意了，令京官五品已上到定鼎门外为他饯行。安樂公主出嫁，又派通事舍人李邈带着璽書迎接他。將至，唐中宗敕有司在兩儀殿为他設位。他行問道禮，中宗同意他觐見之日可以穿山帔葛巾，不名不拜。武攸緒至，更换官服。仪仗接入宫中，通事舍人贊礼让他就位，武攸緒趨步到官员的常班再拜，中宗愕然，問道禮没有举行，朝廷剩下都很感歎。賜予的财物不受，親貴來见，除了嘘寒问暖外，不再说其他话。回去后，中書、門下、學士、朝官五品以上，都在城東为他送别。
武三思、武延秀诸武与韦后、韦温等諸韋被诛，这些政变因为武攸绪隐居不参预，被时论称道。唐睿宗即位，恐其不自安，下詔安慰他。征召他为太子宾客，没有就任。譙王李重福之亂，武攸緒被誣陷而下狱，張說上表请把他安置在廬山，中書令姚元崇上奏：「武攸緒在则天時没有出来违规，现在州縣逼迫发遣，士人驚叹。願下詔賜他嵩山舊居，令州縣存問。」睿宗同意了。开元二年（714年），武攸绪又请到庐山居住，唐玄宗不许。仍令州县多加存问，不令外人侵扰。開元十一年（723年）卒，时年六十九岁。其子武若訥。